# Show de Natal da Xuxa
Show de Natal da Xuxa - O Direito das Crianças a Ter Direitos Iguais é o registro oficial da turnê Natal Mágico lançado em DVD pela gravadora Som Livre. O show foi exibido como especial de Natal pela Rede Globo no dia 24 de dezembro de 2010, sendo o último protagonizado pela apresentadora na emissora.

## Sobre o show
O DVD Show de Natal da Xuxa, também intitulado "O Direito das Crianças a ter Direitos Iguais" foi celebrado em comemoração os 21 anos da Convenção sobre os Direitos da Criança e do Adolescente e os 20 anos do Estatuto da Criança e do Adolescente.
O show aconteceu no dia 5 de dezembro de 2010, no ginásio do Maracanãzinho, no Rio de Janeiro, e reuniu 11 mil pessoas. O espetáculo teve a direção de Gringo Cardia e uma produção grandiosa, com mais de 400 bailarinos em cena. O repertório foi baseado nos sucessos da série XSPB, em especial a nona edição, Natal Mágico. O show contou com as participações especiais de Victor e Leo, Maria Gadú, Luan Santana, Padre Marcelo Rossi e Ivete Sangalo.
Foi lançado em DVD, em uma parceira entre a Som Livre, a Globo Marcas e a Fundação Xuxa Meneghel, fazendo com que 100% dos royalties fossem revertidos para a FXM e seus projetos sociais.

## Faixas
1. Mundo da Xuxa
2. Vem Chegando O Natal (Santa Claus Is Coming To Town)
3. Doce Mel (Bom Estar Com Você)
4. Água de Oceano - Part. Especial: Victor & Leo
5. Borboletas - Part. Especial: Victor & Leo
6. Pot-Pourri: O Txutxucão Já Chegou / Txu Txutxucão / Ele É O Txutxucão / Vem Dançar Com O Txutxucão / Dançando Com O Txutxucão
7. O Leãozinho - Part. Especial: Maria Gadú
8. Peito, Estala, Bate
9. Meteoro - Part. Especial: Luan Santana
10. Pot-Pourri: Arco-Íris / Um Lindo Arco-Íris (The Rainbow Song)
11. Lua de Cristal
12. Amém (Amen)
13. Parabéns Pra Jesus - Part. Especial: Padre Marcelo Rossi
14. Xuxa Lelê
15. Libera Geral
16. Natal Todo Dia - Part. Especial: Ivete Sangalo
17. Acelera Aê (Noite do Bem) - Part. Especial: Ivete Sangalo
18. Então É Natal (Happy Xmas (War Is Over)